# Phlebozemia
Phlebozemia is een geslacht van vlinders van de familie bladrollers (Tortricidae), uit de onderfamilie Tortricinae.

## Soorten
- P. argyraetha (Diakonoff, 1983)
- P. asperana (Meyrick, 1881)
- P. biocellana (Walker, 1863)
- P. chalcentes (Diakonoff, 1983)
- P. diaphorus (Common, 1965)
- P. eutrachys (Diakonoff, 1948)
- P. flexilineana (Walker, 1863)
- P. hybristis (Meyrick, 1933)
- P. peistica (Common, 1965)
- P. petulans (Meyrick, 1912)
- P. phaedra (Diakonoff, 1952)
- P. sandrinae - Sandrines bladroller Diakonoff, 1985